# Rue Jules-Lefebvre
La rue Jules-Lefebvre est une voie du 9e arrondissement de Paris, en France.

## Situation et accès
La rue Jules-Lefebvre est une voie publique située dans le 9e arrondissement de Paris. Elle débute au 49, rue de Clichy et se termine au 66, rue d'Amsterdam.
Le quartier est desservi par la ligne 13 à la station Liège.

## Origine du nom

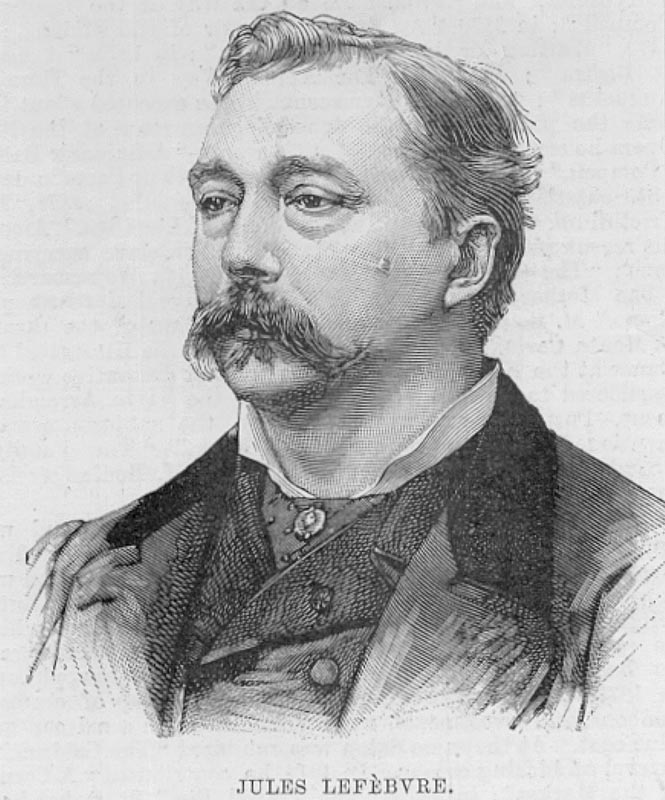
Jules Lefebvre.

Elle porte le nom du peintre Jules Lefebvre (1834-1912).
Sur la plaque de rue, la rue est notée avec une faute d'orthographe (rue Jules Lefèbvre).

## Historique
La voie est ouverte en 1912 sous le nom de « rue de la Séquanaise », du nom de la société de capitalisation qui y avait son siège social, et prend sa dénomination actuelle par décret du 6 juillet 1919.

## Bâtiments remarquables et lieux de mémoire
- Nos 2-4 : immeuble construit en 1912 par l’architecte Charles Lefebvre[1].